# Léontine Suétens
Léontine Suétens, née le 4 mai 1846 à Beauvais et morte le 2 novembre 1891 à Saint-Laurent-du-Maroni, est une blanchisseuse et une communarde. Elle est condamnée au procès des « pétroleuses » qui s'ouvre le 3 septembre 1871.

## Biographie

### Avant la Commune
Léontine Suétens est née en 1846 à Beauvais, d'un père, Jean Baptiste Suétens, ouvrier tailleur aux idées progressistes qui quitte Beauvais pour Paris en 1848 et d'une mère, Sophie Olympe Doudeuil, issue d'une famille ouvrière « tranquille ».
Elle vit en concubinage avec un ouvrier ciseleur, Aubert, depuis 1864. 
Elle est condamnée à un an d'emprisonnement pour vol en 1867. 
En 1870, elle suit son compagnon, sergent-major au 135e bataillon, et devient cantinière. Elle participe aux combats de Neuilly, Issy, Vanves, et Levallois-Perret où elle est blessée à deux reprises. Elle porte une écharpe rouge, un fusil Chassepot et vient en aide aux blessés.

### Procès

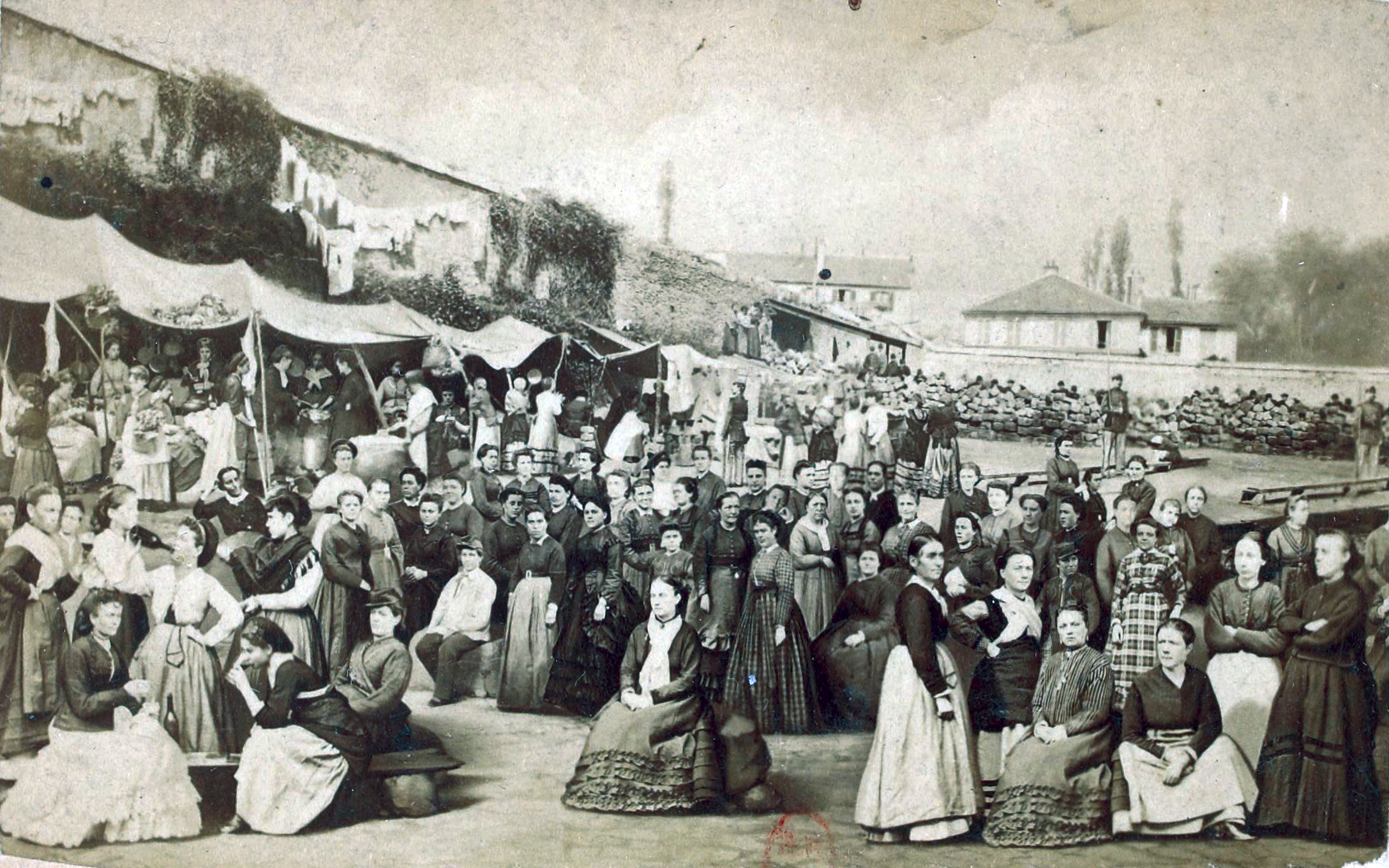
Des femmes de la Commune. Prison des Chantiers, le 15 août 1871, Versailles. Photomontage de portraits par Eugène Appert, extrait des Crimes de la Commune. Léontine Suétens est assise au, à la à partir de la droite.

Léontine Suétens est jugée au procès des « pétroleuses » qui s'ouvre le 3 septembre 1871, après les incendies de la Commune de Paris. Son avocat étant défaillant, elle est défendue par un militaire, le maréchal des logis Bordelais : celui-ci « s'en rapporte à la sagesse du Conseil ». Le Conseil de guerre la condamne à mort, ainsi que deux de ses co-accusées, Élisabeth Rétiffe et Joséphine Marchais, le 4 septembre 1871. 
Victor Hugo prend alors la défense, d'une part de Théophile Ferré et de Louis Rossel, mais également de trois femmes : Léontine Suétens, Eulalie Papavoine et Joséphine Marchais. Il considère les insurgés comme des combattants révolutionnaires, non comme des criminels de droit commun. Pour les trois femmes de surcroît, il mobilise la question sociale :

« Je demande la vie pour ces trois malheureuses femmes, Marchais, Suétens et Papavoine, tout en reconnaissant que, dans ma faible intelligence, il est prouvé qu’elles ont porté des écharpes rouges, que Papavoine est un nom effroyable, et qu’on les a vues dans les barricades, pour combattre, selon leurs accusateurs, pour ramasser les blessés, selon elles. Une chose m’est prouvée encore, c’est que l’une d’elles est mère et que, devant son arrêt de mort, elle a dit : C’est bien ; mais qui est-ce qui nourrira mon enfant ?
Je demande la vie pour cet enfant.
Laissez-moi m’arrêter un instant.
Qui est-ce qui nourrira mon enfant ? Toute la plaie sociale est dans ce mot. Je sais que j’ai été ridicule la semaine dernière en demandant, en présence des malheurs de la France, l’union entre les français, et que je vais être ridicule cette semaine en demandant la vie pour des condamnés. Je m’y résigne. Ainsi voilà une mère qui va mourir, et voilà un petit enfant qui va mourir aussi, par contre-coup. Notre justice a de ces réussites. La mère est-elle coupable ? Répondez oui ou non. L’enfant l’est-il ? Essayez de répondre oui. »

— Victor Hugo, Depuis l'exil
Soit que la commission des grâces hésita devant le manque de preuves, soit que l'intervention de Hugo ait été décisive, les sentences de mort des trois femmes sont commuées en travaux forcés en Guyane,.

### Détention en Guyane
En 1875, Léontine Suétens se marie à Saint-Laurent-du-Maroni avec Aïssa (ben Tafaroui) ben Tebra, né à Oran et domicilié à Saint-Maurice.
En 1877, le gouverneur de la Guyane se plaint de Suétens et de ses co-détenues, indiquant que ces femmes créent « de perpétuels embarras » et suscitent des réclamations de la part du personnel pénitencier. Il requiert alors du ministère de la Marine « l'autorisation de les placer en liberté provisoire, comme on le fait pour les femmes de race noire ». Cependant, une amnistie partielle est votée en 1879, et l'amnistie totale pour tous les condamnés de la Commune en 1880.
Léontine Suétens s'éteint à l'hôpital de Saint-Laurent-du-Maroni en 1891, à l'âge de 45 ans. Son mari meurt l'année suivante à Cayenne.

## Postérité
Édith Thomas, la première historienne à s'intéresser au cas des « pétroleuses », dans son livre Les Pétroleuses, est formelle quant à l'innocence de Léontine Suétens : deux des femmes jugées « ont, peut-être, participé aux incendies, mais certainement pas Élizabeth Rétiffe, Léontine Suétens, Joséphine Marchais, Eulalie Papavoine [...] qui furent cependant condamnées comme « pétroleuses », parce qu'il fallait bien des coupables et que l'on n'en trouvait pas ».
Ludivine Bantigny lui rend hommage dans une correspondance « par-delà le temps », au chapitre Les Réprouvées, en 2021.